# 퍼시 잭슨과 올림포스의 신들
《퍼시 잭슨과 올림포스의 신들》(영어: Percy Jackson and the Olympians)은 디즈니+에서 2023년 12월부터 방영된 미국의 액션 판타지 드라마이다.

## 출연진

### 주연
- 워커 스코벨 - 퍼시 잭슨 역
- 리아 제프리스 - 애나베스 체이스 역
- 아리안 심하드리 - 그로버 언더우드 역

### 조연
- 버지니아 컬 - 샐리 잭슨 역
- 글린 터먼 - 케이론 / 브러너 선생 역
- 제이슨 맨추커스 - 디오니소스 / 미스터 디 역
- 메건 멀랠리 - 알렉토 - 도즈 선생 역
- 팀 샤프 - 게이브 어글리아노 역